# Reglana Siklawa
Reglana Siklawa – wodospad na północnych stokach Tatr Bielskich. Znajduje się na Reglanym Potoku (Rígeľský potok) wypływającym poniżej Szerokiej Przełęczy Bielskiej. Na wysokości około 1500 m n.p.m., na progu (tzw. Reglane Spady) poniżej Doliny Szerokiej Bielskiej potok ten przerżnął się głęboko przez warstwę dolnokredowych wapieni, tworząc Reglaną Siklawę dobrze widoczną ze ścieżki edukacyjnej prowadzącej przez Dolinę Szeroką. W zimie powstaje na nim długi ciąg lodospadów. W otoczeniu wodospadu licznie rośnie wierzba śląska.
W drugim (po wschodniej stronie) kotle Doliny Szerokiej znajduje się drugi wodospad – Szalona Siklawa (okresowy).